# Army of the Gulf
De Army of the Gulf was een leger van de Noordelijke Staten tijdens de Amerikaanse Burgeroorlog. Dit leger diende in de Amerikaanse Staten langs de golfkust van Mexico. Het zag voornamelijk actie in Louisiana en Alabama.

## Geschiedenis

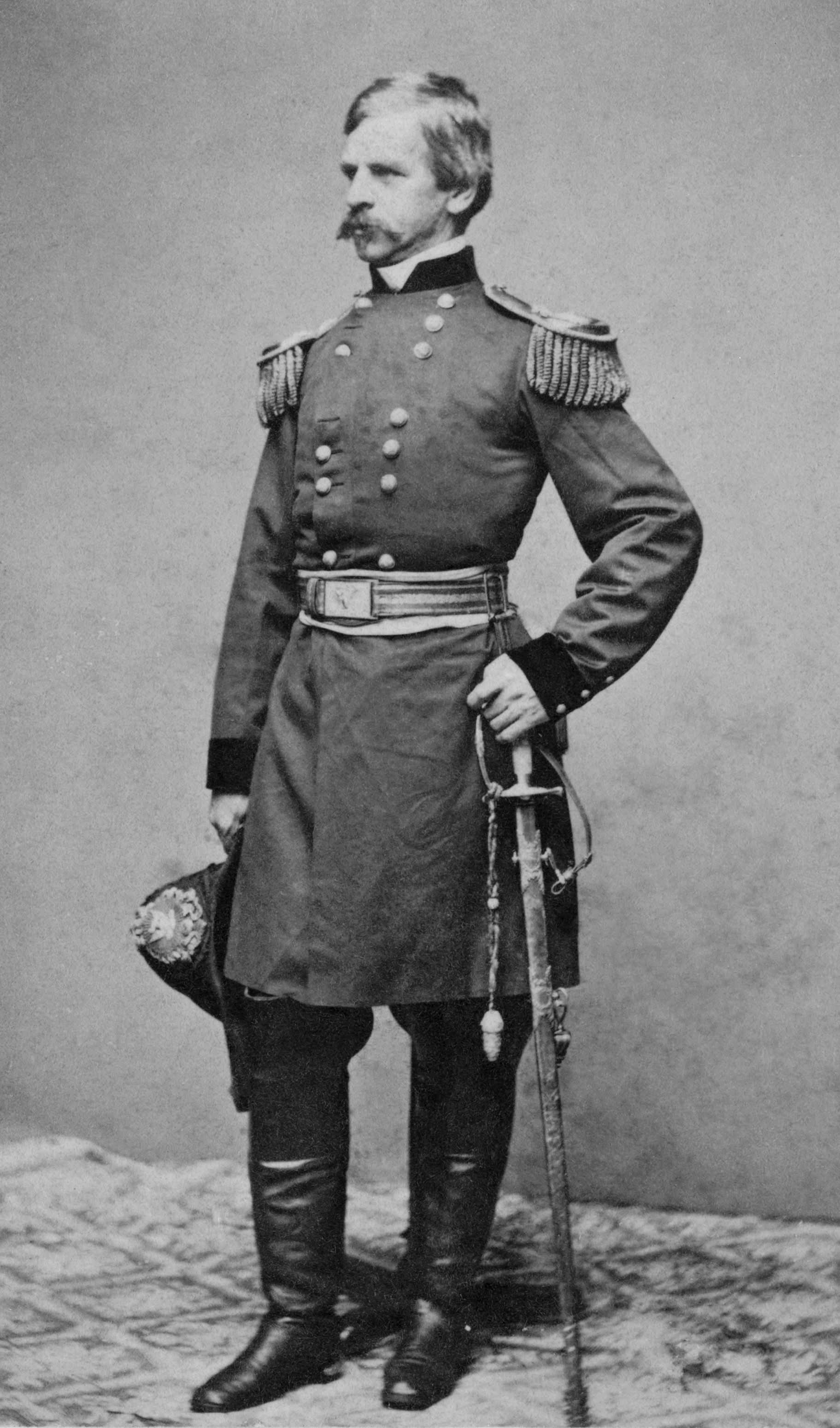
Generaal-majoor Nathaniel P. Banks, bevelhebber van het Army of the Gulf

Het Department of the Gulf werd opgericht na de inname van New Orleans door admiraal David Farragut in 1862. Generaal-majoor Benjamin Butler werd in maart 1862 aangesteld als bevelhebber van het departement en richtte het Army of the Gulf op met alle aanwezige militaire eenheden onder zijn bevel.
Tijdens de rest van 1862 zag het leger weinig tot geen actie. Op 17 december werd Butler vervangen door generaal-majoor Nathaniel P. Banks. Het Army of the Gulf bestond uit slechts één korps, namelijk het XIX Corps. Banks zette zijn leger in tijdens een aantal gevechten in het zuiden van Louisiana. Dit resulteerde in het Beleg van Port Hudson. Het Zuidelijken in Port Hudson gaven zich uiteindelijk over op 9 juli 1863. In 1864 werd het leger versterkt met het  XIII Corps en twee divisies van het XVI Corps. 
In maart 1864 begon Banks met zijn desastreuze Red Riverveldtocht. Na de mislukking nam Banks ontslag en werd hij vervangen door generaal-majoor Stephen A. Hurlbut. Het XIX korps werd naar de Shenandoahvallei gestuurd. De rest van het leger werd ingezet voor de aanval op Mobile Bay. 
In de nadagen van de oorlog kreeg generaal-majoor Edward Canby, als bevelhebber van de Military Division of West Mississippi, de twee korpsen van het Army of the Gulf. Versterkt met deze korpsen wou hij Mobile in Alabama veroveren. Hij veranderde de naam van zijn strijdmacht in het Army of West Mississippi. Het leger werd ingezet tijdens de Slag om Spanish Fort en de Slag om Fort Blakely. Canby kreeg ook de verantwoordelijkheid voor het Department of the Gulf waarna het leger opnieuw zijn oude naam kreeg.

## Overzicht van de bevelhebbers
| Bevelhebber                        | Van               | Tot               | Veldslagen                                                |
| ---------------------------------- | ----------------- | ----------------- | --------------------------------------------------------- |
| Generaal-majoor Benjamin Butler    | 23 februari 1862  | 15 december 1862  | Slag om New Orleans                                       |
| Generaal-majoor Nathaniel P. Banks | 15 december 1862  | 23 september 1864 | Fort Bisland, Irish Bend, Port Hudson, Red Riverveldtocht |
| Generaal-majoor Stephen A. Hurlbut | 23 september 1864 | 22 april 1865     |                                                           |
| Generaal-majoor Edward Canby       | 3 juni 1865       | 27 juni 1865      |                                                           |